# Landkreis Flöha
Der Landkreis Flöha bestand vom 1. Januar 1939 bis zum 25. Juli 1952 und vom 17. Mai 1990 bis zum 31. Juli 1994 im Freistaat Sachsen.

## Der Landkreis von 1939 bis 1952

### Geschichte
Von 1. Januar 1939 bis zum 25. Juli 1952 wurde die Amtshauptmannschaft Flöha als Landkreis Flöha bezeichnet. Er wurde bei der Kreisreform 1952 aufgelöst und ging in den verkleinerten Kreis Flöha über.

### Gliederung
| Städte - Augustusburg - Flöha - Frankenberg - Oederan - Zschopau | Gemeinden - Altenhain - Auerswalde - Börnichen bei Grünhainichen - Börnichen bei Oederan - Borstendorf - Braunsdorf - Breitenau - Dittersbach - Dittersdorf bei Chemnitz - Dittmannsdorf - Eppendorf - Erdmannsdorf - Falkenau - Frankenstein - Gornau | - Gahlenz - Garnsdorf - Görbersdorf - Grünberg - Grünhainichen - Gunnersdorf - Hartha - Hausdorf - Hennersdorf - Hohenfichte - Hohndorf - Irbersdorf - Kirchbach - Krumhermersdorf - Leubsdorf - Lichtenwalde | - Marbach - Memmendorf - Mühlbach - Niederlichtenau - Niederwiesa - Oberlichtenau - Ortelsdorf - Plaue-Bernsdorf - Sachsenburg - Schellenberg - Schlößchen - Schönerstadt - Waldkirchen - Weißbach - Wingendorf - Witzschdorf | Gutsbezirke - Staatsforstrevier Borstendorf - Staatsforstrevier Einsiedel - Staatsforstrevier Frankenberg - Anteil Staatsforstreviers Heinzebank - Staatsforstrevier Plaue - Landesanstalten Sachsenburg |

## Der Landkreis von 1990 bis 1994

### Geschichte
Am 17. Mai 1990 ging durch ein Gesetz der Kreis Flöha in den Landkreis Flöha über. Am 1. Januar 1994 schied die Gemeinde Altenhain durch Eingliederung nach Frankenberg im Landkreis Hainichen aus. Die Gemeinde Dittmannsdorf schied am 1. März 1994 durch Eingliederung nach Gornau im Landkreis Zschopau aus. Bei der Kreisreform am 1. August 1994 kam der Großteil des Landkreises zum Landkreis Freiberg. Die Gemeinden Borstendorf und Grünhainichen wechselten zum Mittleren Erzgebirgskreis, während die Gemeinde Mühlbach dem neuen Landkreis Mittweida zugeordnet wurde.

### Geographie
Durch den Landkreis fließen die Flüsse Flöha und Zschopau.
| Landkreis Chemnitz | Landkreis Hainichen                         | Landkreis Freiberg        |
| Chemnitz           | Kompassrose, die auf Nachbargemeinden zeigt | Landkreis Brand-Erbisdorf |
| Landkreis Chemnitz | Landkreis Marienberg                        | Landkreis Zschopau        |

### Gliederung
| Städte - Augustusburg - Flöha - Oederan | Gemeinden - Altenhain - Borstendorf - Braunsdorf - Breitenau - Dittmannsdorf - Eppendorf - Erdmannsdorf - Falkenau - Frankenstein - Gahlenz - Großwaltersdorf - Grünberg - Grünhainichen | - Hennersdorf - Hohenfichte - Kirchbach - Kleinhartmannsdorf - Leubsdorf - Lichtenwalde - Marbach - Memmendorf - Mühlbach - Niederwiesa - Schellenberg - Schönerstadt |

### Gebietsveränderungen
Die Anzahl der Gemeinden verringerte sich von 28 auf 20.
- 1. Januar 1994 Eingliederung von Altenhain in die Stadt Frankenberg (Landkreis Hainichen)
- 1. Januar 1994 Eingliederung des Ortsteils An der Finkenmühle von Altenhain in die Stadt Flöha
- 1. Januar 1994 Eingliederung von Memmendorf in Frankenstein
- 1. Januar 1994 Eingliederung von Kirchbach und Schönerstadt in die Stadt Oederan
- 1. März 1994 Eingliederung von Hohenfichte, Marbach und Schellenberg in Leubsdorf
- 1. März 1994 Eingliederung von Dittmannsdorf in Gornau/Erzgeb. (Landkreis Zschopau).

### Verkehr
Durch den Landkreis führten neben den Bundesstraßen 173 und 180 die Bahnstrecke Dresden–Werdau mit einem Abzweig nach Hainichen sowie die Flöha- und die Zschopautalbahn.